# Gouézec
Gouézec (en bretó Gouezeg) és un municipi francès, situat a la regió de Bretanya, al departament de Finisterre. L'any 2006 tenia 1.049 habitants.

## Demografia
| 1962                                       | 1968  | 1975  | 1982  | 1990  | 1999 |
| ------------------------------------------ | ----- | ----- | ----- | ----- | ---- |
| 1.356                                      | 1.212 | 1.062 | 1.070 | 1.076 | 984  |
| Des de 1962: població sense dobles comptes |       |       |       |       |      |

## Administració
| Període | Identitat  | Partit |
| ------- | ---------- | ------ |
| 2008-   | Cécile Nay |        |